# 磯雞站
磯雞站（日语：／ Sokei eki */?）是位於岩手縣宮古市磯雞石崎13番地，三陸鐵道的谷灣線車站。
車站的愛稱為「松原之回憶」。

## 歷史
- 1935年（昭和10年）11月17日：鐵道省山田線車站啟用[1]。
- 1984年（昭和59年）2月1日：成為無人車站。廢除磯雞站長，由宮古站長管理此站。
- 1987年（昭和62年）4月1日：伴隨國鐵分割民營化，車站由東日本旅客鐵道（JR東日本）營運[2][1]。
- 2011年（平成23年）3月11日：發生東北地方太平洋近海地震（東日本大震災），使此站暫停營業。
- 2019年（平成31年）3月23日：包含此站在內宮古站至釜石站之間重開，同時三陸鐵道繼承該區段[3]。

## 車站構造
此站是地面車站，設有1面1線的單式月台。
曾經此站設有連接RASA工業宮古工場的專用線。在專用線中，設有現時大井川鐵道正在使用的C10 8活躍地行走專用線。

## 利用狀況
在三陸鐵道接管後的2018年度（平成30年度），一年總乘車人次為307人。
| 乘車人次變化       | 乘車人次變化     | 乘車人次變化 |
| 年度               | 1日平均 乘車人次 | 參考資料     |
| ------------------ | ---------------- | ------------ |
| 2018年（平成30年） | 307              | [ 4 ]        |

## 車站周邊
- 岩手縣道277號宮古港線（日语：岩手県道277号宮古港線）
- 國道45號
- 磯雞海岸
- 磯雞郵局
- 宮古市民文化會館
- 岩手縣立宮古水産高等學校（日语：岩手県立宮古水産高等学校）
- 國立宮古海上技術短期大學（日语：国立宮古海上技術短期大学校）
- 宮古港（日语：宮古港）藤原埠頭渡輪碼頭（設有前往室蘭港的銀渡輪（日语：川崎近海汽船），現時暫停服務）

## 相鄰車站
三陸鐵道
■谷灣線
八木澤·宮古短大－磯雞－宮古

## 注腳
1. 1 2 3  曾根悟（監修）. 朝日新聞出版分冊百科編集部（編集） , 编. . 週刊朝日百科. 21号 釜石線・山田線・岩泉線・北上線・八戸線. 朝日新聞出版. 2009-12-06: 18-19 （日语）.
2. ↑  『交通年鑑 昭和63年版』 交通協力會，1988年3月。
3. ↑   (PDF).   [2021-01-22]. （原始内容存档 (PDF)于2019-10-14）.
4. 1 2   (PDF). 宮古市の統計 令和元年版. 宮古市: 50. 2020-04-22  [2020-06-06]. （原始内容存档 (PDF)于2021-09-28） （日语）.

## 外部連結
- 車站·周邊資訊【磯雞站】 （页面存档备份，存于）（日語）：三陸鐵道